# 梅伦施万德

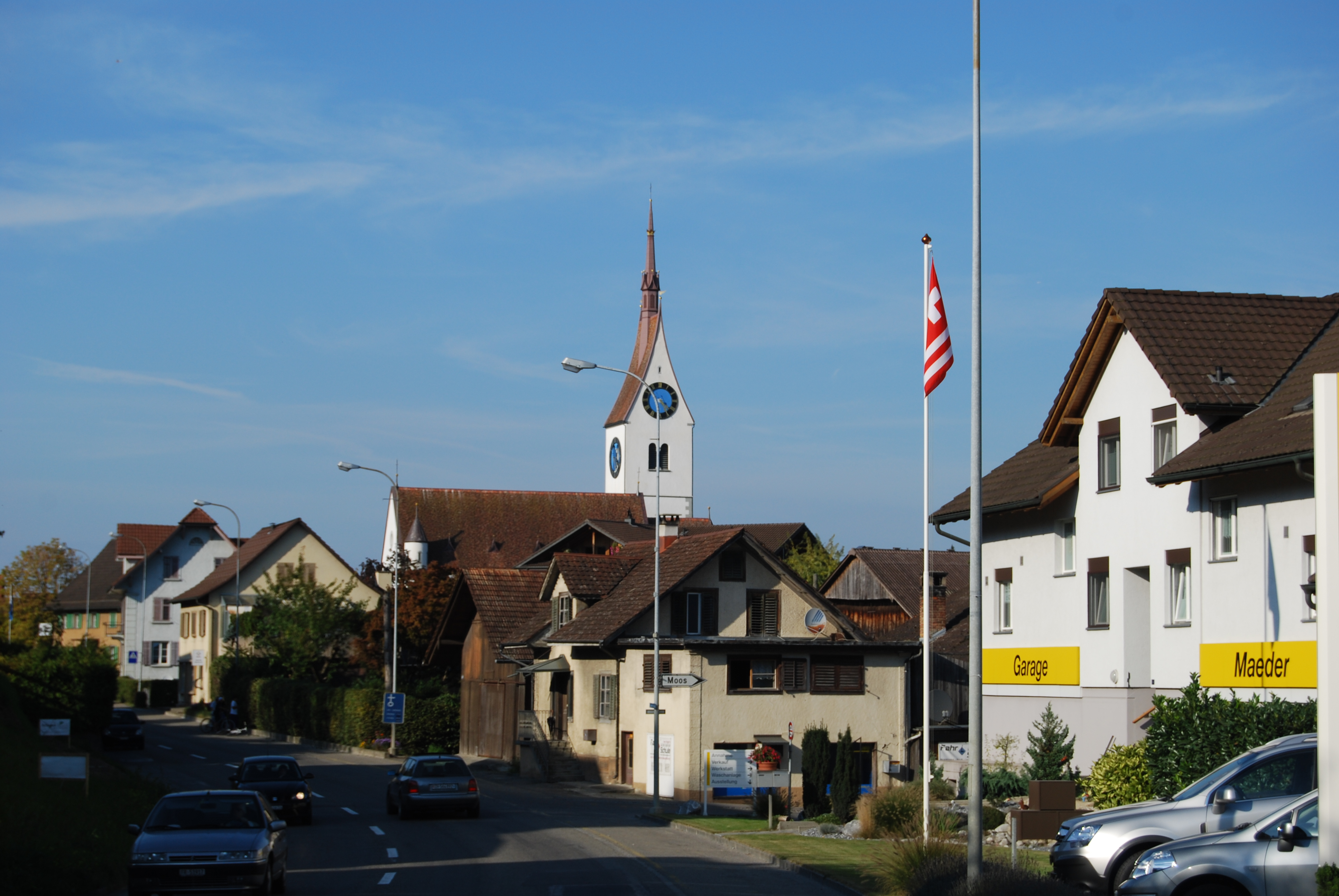

梅伦施万德（德语：Merenschwand）是瑞士的城鎮，位於該國北部，由阿爾高州負責管轄，面積6.39平方公里，海拔高度544米，2012年人口5,577，四成人口信奉基督教，人口密度每平方公里873人。